# Stigafoss

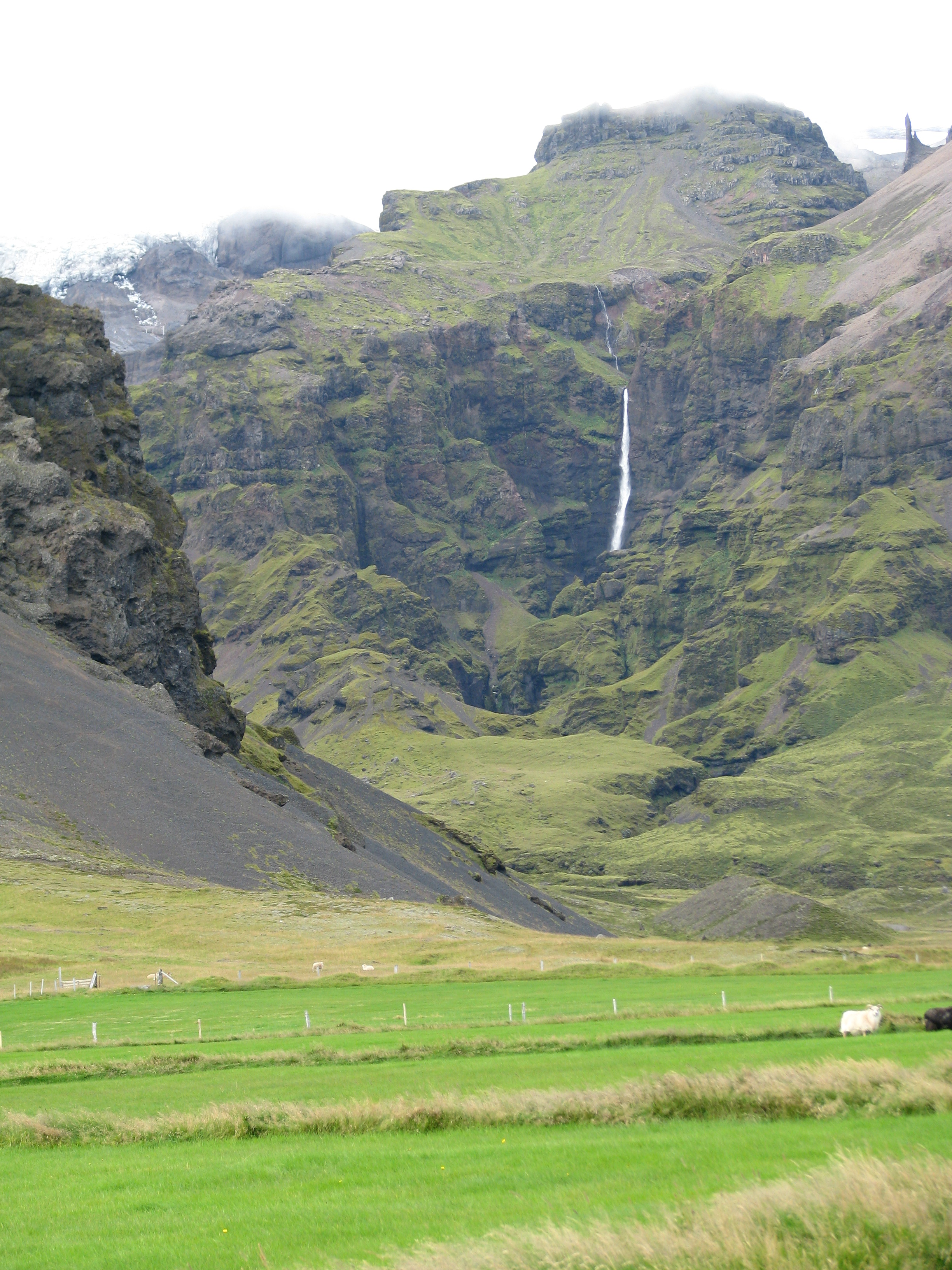
De Stigafoss in de verte.

De Stigafoss is een waterval in de rivier de Stigá in het zuiden van IJsland. Met zijn 138 meter hoogte is dit de op een na hoogste waterval van IJsland (de Glymur is de hoogste).
De waterval is al zichtbaar vanaf de rondweg, de weg die rondom IJsland loopt, maar is desondanks lastig te bereiken. Een karrenspoor leidt er een eindje heen, maar het laatste lange stuk moet men zelf zijn weg vinden. De rivier de Stigá heeft haar oorsprong in de gletsjer Öræfajökull.